# Інтеграл Стілтьєса
Інтеграл  Стілтьєса (або інтеграл Рімана — Стілтьєса) — узагальнення визначеного інтеграла, дане в 1894 році голландським математиком Томасом Стілтьєсом.

## Визначення
Нехай маємо дві дійсні функції {\displaystyle f,\,g:\mathbb {R} \rightarrow \mathbb {R} }, {\displaystyle P}  — множину розбиттів відрізка {\displaystyle [a,b]}   {\displaystyle a=x_{0}<x_{1}<x_{2}<\ldots <x_{i}<\ldots <x_{n}=b}
Введемо позначення для довільних точок відрізків розбиття {\displaystyle c_{i}\in \left[x_{i},x_{i+1}\right]}; Величиною розбиття називатимемо довжину найдовшого відрізка розбиття:
{\displaystyle \delta (P)=\max _{x_{i}\in P}|x_{i+1}-x_{i}|}.
Інтеграл Стілтьєса позначається так:
{\displaystyle \int _{a}^{b}f(x)\mathrm {d} g(x)}
і за означенням він рівний границі:
{\displaystyle \lim _{\delta (P)\rightarrow 0}\sum _{x_{i}\in P}f(c_{i})(g(x_{i+1})-g(x_{i}))}
У випадку, якщо {\displaystyle g(x)=x}  — інтеграл Стілтьєса збігається з інтегралом Рімана.
Часто вимагається також щоб g ' була функцією обмеженої варіації на проміжку {\displaystyle [a,b]}, тобто величина 
{\displaystyle V_{a}^{b}f\,{\stackrel {\mathrm {def} }{=}}\sup \limits _{P}\sum \limits _{k=0}^{m}|f(x_{k+1})-f(x_{k})|,}
була скінченною. Це суттєво розширює множину інтегровних функцій.

## Властивості
- Якщо функція g(x)  — диференційовна то має місце рівність:

{\displaystyle \int \limits _{a}^{b}f(x)\,dg=\int \limits _{a}^{b}f(x)g'(x)\,dx} (у випадку існування останнього інтеграла).
- {\displaystyle \int _{a}^{b}(f_{1}+f_{2})\,dg=\int _{a}^{b}f_{1}\,dg+\int _{a}^{b}f_{2}\,dg}.
- {\displaystyle \int _{a}^{b}cf\,dg=c\int _{a}^{b}f\,dg}.
- Якщо {\displaystyle f_{1}\leq f_{2}} тоді {\displaystyle \int _{a}^{b}f_{1}\,dg\leq \int _{a}^{b}f_{2}\,dg}.
- Якщо {\displaystyle a<c<b} тоді {\displaystyle \int _{a}^{c}f\,dg+\int _{c}^{b}f\,dg=\int _{a}^{b}f\,dg}
- {\displaystyle \int _{a}^{b}f\,d(g_{1}+g_{2})=\int _{a}^{b}f\,dg_{1}+\int _{a}^{b}f\,dg_{2}}.
- {\displaystyle \int _{a}^{b}f\,d(cg)=c\int _{a}^{b}f\,dg}

В усіх попередніх рівняннях {\displaystyle c\in \mathbb {R} } і вимагається існування інтегралів в правій частині.
- Інтегрування частинами:

{\displaystyle \int _{a}^{b}f(x)\,dg(x)=f(b)g(b)-f(a)g(a)-\int _{a}^{b}g(x)\,df(x).}

## Застосування у теорії ймовірностей
Якщо {\displaystyle g}  — функція розподілу ймовірностей випадкової величини {\displaystyle X}, що має функцію щільності ймовірності
відносно міри Лебега і {\displaystyle f}  — будь-яка функція, для якої математичне сподівання {\displaystyle E\left[|f(x)|\right]} є скінченним,
то густини ймовірності функція від {\displaystyle X} є похідною від {\displaystyle g}, тобто
{\displaystyle E\left[|f(x)|\right]=\int _{-\infty }^{\infty }f(x)g'(x)\mathrm {d} x}.
Але ця формула не буде працювати, якщо {\displaystyle X} не має функції щільності ймовірності відносно міри Лебега. Зокрема, вона не працює, якщо розподіл випадкової величини {\displaystyle X} дискретний (тобто вся ймовірність пояснюється точковими масами), а навіть, якщо функція кумулятивного розподілу {\displaystyle g} є неперервною, вона не працює, якщо {\displaystyle g} не буде абсолютно неперервною (знову ж таки, функція Кантора може слугувати прикладом цього збою). Але тотожність
{\displaystyle E\left[|f(x)|\right]=\int _{-\infty }^{\infty }f(x)\mathrm {d} g(x)}
справедлива, якщо {\displaystyle g}  — будь-яка функція розподілу ймовірностей на дійсній прямій,
незалежно як погано вона визначена.
Зокрема, не важливо як поводить себе функція розподілу ймовірностей {\displaystyle g} випадкової величини {\displaystyle X},
якщо момент {\displaystyle E(X^{n})} існує, то він дорівнює
{\displaystyle E\left[X^{n}\right]=\int _{-\infty }^{\infty }x^{n}\mathrm {d} g(x)}.

## Узагальнення
Важливим узагальненням є інтеграл Лебега — Стілтьєса, який узагальнює інтеграл Рімана — Стілтьєса аналогічно тому, як інтеграл Лебега узагальнює інтеграл Рімана. Якщо існує невласний інтеграл Рімана — Стілтьєса, то інтеграл Лебега не є більш строго загальним, ніж інтеграл Рімана — Стілтьєса.
Інтеграл Рімана — Стілтьєса також узагальнюється на випадок, коли або підінтегральна функція {\displaystyle f}, або інтегратор {\displaystyle g} визначені в просторі Банаха. Якщо {\displaystyle g\colon [a,b]\rightarrow X} набуває значень в просторі Банаха {\displaystyle X}, то природно припустити, що вона є функцією строго обмеженої варіації, тобто
{\displaystyle \sup \sum _{i}\|g(t_{i-1})-g(t_{i})\|_{X}<\infty }
супремум розглядається по всіх скінченних розбиттях
{\displaystyle a=t_{0}\leq t_{1}\leq \dots \leq t_{n}=b}
інтервалу {\displaystyle [a,b]}. Це узагальнення відіграє важливу роль у вивченні напівгруп за допомогою перетворення Лапласа–Стілтьєса.
інтеграл Іто розширює інтеграл Рімана — Стілтьєса, щоб охопити підінтегральну функцію та інтегратор, що є випадковими процесами, а не простими функціями; див. також теорію випадкових процесів.

### Узагальнений інтеграл Рімана–Стілтьєса
Невеликим узагальненням є розгляд у наведених розділах визначення розбиття {\displaystyle P}, що уточнює інше розбиття {\displaystyle P_{\varepsilon }}, тобто {\displaystyle P} виникає з {\displaystyle P_{\varepsilon }} шляхом додавання точок, а не розбиттів з меншим околом.
Зокрема, узагальнений інтеграл Рімана — Стілтьєса функції {\displaystyle f} відносно {\displaystyle g} є число {\displaystyle A} таке, що для будь-якого {\displaystyle \varepsilon >0} існує таке розбиття {\displaystyle P_{\varepsilon }}, що для кожного розбиття {\displaystyle P}, яке покращує {\displaystyle P_{\varepsilon }},
{\displaystyle |S(P,f,g)-A|<\varepsilon }
для будь-якого набору точок {\displaystyle c_{i}\in [x_{i},x_{i+1}]}.
Це узагальнення проявляє властивості інтегралу Рімана — Стілтьєса як границі Мура — Сміта на спрямованій множині розбиттів інтервалу {\displaystyle [a,b]}.

### Суми Дарбу
Інтеграл Рімана — Стілтьєса може бути конструктивно введений за допомогою відповідного узагальнення сум Дарбу.
Для розбиття {\displaystyle P} і неспадної функції {\displaystyle g} на {\displaystyle [a,b]} верхня сума Дарбу функції {\displaystyle f} відносно {\displaystyle g} має вигляд
{\displaystyle U(P,f,g)=\sum _{i=1}^{n}[g(x_{i})-g(x_{i-1})]\sup _{x\in [x_{i-1};x_{i}]}f(x)},
а нижня
{\displaystyle L(P,f,g)=\sum _{i=1}^{n}[g(x_{i})-g(x_{i-1})]\inf _{x\in [x_{i-1};x_{i}]}f(x)}.
Тоді узагальнений інтеграл Рімана — Стілтьєса функції {\displaystyle f} відносно {\displaystyle g} існує, тоді і лише тоді, коли для будь-якого {\displaystyle \varepsilon >0} існує таке розбиття {\displaystyle P}, що
{\displaystyle U(P,f,g)-L(P,f,g)<\varepsilon .}
Крім того, функції {\displaystyle f} є інтегровною за Ріманом — Стілтьєсом відносно {\displaystyle g} (у класичному розумінні), якщо
{\displaystyle \lim _{{\text{діаметр}}(P)\to 0}{\big [}U(P,f,g)-L(P,f,g){\big ]}=0.}

## Приклади та особливі випадки

### Диференційовністьg(x){\displaystyle g(x)}
Нехай функція {\displaystyle g(x)}  є неперервно-диференційованою на {\displaystyle {\mathbb {R} }}, тоді справедлива рівність
{\displaystyle \int _{a}^{b}f(x)\mathrm {d} g(x)=\int _{a}^{b}f(x)g'(x)\mathrm {d} x,}
де інтеграл у правій частині є стандартним інтегралом Рімана, якщо вважати, що {\displaystyle f} є інтегровною за Ріманом — Стілтьєсом.
У загальному випадку, інтеграл Рімана дорівнює інтегралу Рімана — Стілтьєса, якщо функція {\displaystyle g}  — інтеграл Лебега від її похідної; в цьому випадку кажуть, що {\displaystyle g} є абсолютно неперервною функцією.
Можливі випадки, що функція {\displaystyle g} має точки розриву першого роду або має нульову похідну майже скрізь і при цьому є неперервною і зростаючою (наприклад {\displaystyle g} може бути функцією Кантора), тоді в будь-якому з таких випадків інтеграл Рімана — Стілтьєса не можна представити через співвідношення, що включають похідні функції {\displaystyle g}.

### Випрямляч
Розглянемо функцію {\displaystyle g(x)=\max {(0,x)}}, що використовується при вивченні нейронних мереж, і яку називають випрямлячем. Тоді інтеграл Рімана — Стілтьєса можна обчислити як
{\displaystyle \int _{a}^{b}f(x)\mathrm {d} g(x)=\int _{g(a)}^{g(b)}f(x)\mathrm {d} x,}
де інтеграл у правій частині  — це стандартний інтеграл Рімана.

### Інтеграл Рімана
Стандартний інтеграл Рімана  — це особливий випадок інтеграла Рімана — Стілтьєса з {\displaystyle g(x)=x}.